# Deileptenia dembowskiaria
Deileptenia dembowskiaria là một loài bướm đêm trong họ Geometridae.